# Johann Jacob Mann
Johann Jacob Mann (* 28. August 1787 in Ditzingen; † nach 1851) war ein württembergischer Verwaltungsbeamter.

## Leben
Mann war ein Sohn des gleichnamigen Feldmessers und späteren Ditzinger Schultheißen (1807–1818) Johann Jacob Mann und seiner Frau Maria Catharina, geb. Reinert. Er wurde nach Absolvierung einer Ausbildung als Schreiber 1812 Assistent der Registratur der Krondomänen-Sektion und war 1815 bis 1831 Revisor bei der Regierung des württembergischen Donaukreises in Ulm. 1831 wurde er zum Oberamtsverweser des Oberamts Wangen bestellt und am 7. August 1833 auch offiziell zum Oberamtmann ernannt. Von 1836 bis 1842 war er Oberamtmann des Oberamts Münsingen, 1842 bis 1851 Oberamtmann des Oberamts Vaihingen. 1851 trat er in den Ruhestand.